# Pachycephala hypoxantha
A Pachycephala hypoxantha a madarak osztályának verébalakúak (Passeriformes) rendjébe és a légyvadászfélék (Pachycephalidae) családjába tartozó faj.

## Rendszerezése
A fajt Richard Bowdler Sharpe angol ornitológus írta le 1887-ben, a Hyloterpe nembe Hyloterpe hypoxantha néven.

## Alfajai
- Pachycephala hypoxantha hypoxantha (Sharpe, 1887) - Borneó északi részén él.
- Pachycephala hypoxantha sarawacensis (Chasen, 1935) - Sarawak nyugati részén él. [2]

## Előfordulása
Indonézia és  Malajzia területén honos. Természetes élőhelyei a szubtrópusi és trópusi hegyi esőerdők. Állandó, nem vonuló faj.

## Megjelenése
Testhossza 16 centiméter.

## Életmódja
Rovarokkal és esetenként magvakkal táplálkozik.

## Természetvédelmi helyzete
Az elterjedési területe nem nagy, egyedszáma viszont csökkenő, de még nem éri el a kritikus szintet. A Természetvédelmi Világszövetség Vörös listáján nem fenyegetett fajként szerepel.